# Штырково
Штырково (болг. Щърково) — село в Болгарии. Находится в Пазарджикской области, входит в общину Лесичово. Население составляет 390 человек.

## Политическая ситуация
В местном кметстве Штырково, в состав которого входит Штырково, должность кмета (старосты) исполняет Христо Илиев Христосков (Союз свободной демократии (ССД)) по результатам выборов правления кметства.
Кмет (мэр) общины Лесичово — Иван Ангелов Стоев (коалиция в составе 2 партий: Граждане за европейское развитие Болгарии (ГЕРБ), Союз демократических сил (СДС)) по результатам выборов в правление общины.